# Vaktanberget, Kyrkslätt
Vaktanberget är en kulle i Finland.   Den ligger i den ekonomiska regionen  Helsingfors  och landskapet Nyland, i den södra delen av landet, 30 km sydväst om huvudstaden Helsingfors. Toppen på Vaktanberget är 47 meter över havet.
Terrängen runt Vaktanberget är platt. Havet är nära Vaktanberget åt sydost.  Närmaste större samhälle är Kyrkslätt, 12,5 km norr om Vaktanberget. 